# Чалмерс, Дэвид
Дэвид Джон Чалмерс (англ. David John Chalmers; родился 20 апреля 1966) — австралийский философ и преподаватель (профессор), специализирующийся в области философии сознания.

## Биография
Дэвид родился в 1966 году в австралийском городе Сидней (штат Новый Южный Уэльс) и рос в доме, полном книг, в Аделаиде (Южная Австралия) и учился в школе Унли (англ. Unley High School). Затем он изучал математику в университете — сначала в Аделаиде, затем в Оксфорде.
Чалмерс окончил университет в Аделаиде, затем Линкольн колледж Оксфордского университета, где получал стипендию Родса. Получил степень доктора философии в Индианском университете в Блумингтоне под руководством Дугласа Хофштадтера. После защиты докторской диссертации участвовал в программе «философия — неврология — психология», которую возглавлял с 1993 по 1995 год Энди Кларк в университете Вашингтона в Сент-Луисе. До того как он начал преподавать в Австралийском национальном университете в 2004 году, Чалмерс преподавал философию в Аризонском университете и являлся главой центра исследований проблем сознания при нём же, до этого преподавал в Калифорнийском университет в Санта-Крузе.

## Научная карьера
Основной научный интерес Чалмерса — трудная проблема сознания. Он считает, что одним из возможных ответов на трудную проблему является панпсихизм.
В 1996 году вышла монография Чалмерса «The Conscious Mind» (переведена на русский: Чалмерс Д. Сознающий ум. — М.: URSS, 2013), в которой он рассматривает проблемы сознания и отвергает упрощённый взгляд на сознание с точки зрения физических процессов. «The Sunday Times» признала его книгу «лучшей научной монографией года».
В начале 1990-х годов Чалмерс сыграл важнейшую роль в создании новой академической дисциплины — науки о сознании. Он стал одним из основателей Ассоциации  научных исследований сознания и организовал первые и самые крупные научные конференции в Тусоне, которые были посвящены изучению сознания.
Чалмерс возглавляет центр, занимающийся вопросами сознания, и преподаёт философию в Австралийском национальном университете и Нью-Йоркском университете.

С 2013 года — член Американской академии искусств и наук.
14 июня 2016 года Дэвид Чалмерс при поддержке МГУ и Московского Центра Исследования Сознания выступил в Москве с лекцией «Трудная проблема сознания: 300 лет спустя», которую посетило свыше 600 человек.

## Теория сознания
Чалмерс предложил разделение проблем сознания на «лёгкие» и «трудную». К «лёгким» проблемам он отнёс такие, которые можно решить традиционными методами, используемыми в нейробиологии и когнитивной науке, например поиск нейрональных и когнитивных коррелятов феноменов сознания. Термин «трудная проблема» был введён им для обозначения той задачи, с которой наука справиться не в состоянии, а именно: каким образом некоторые организмы являются субъектами опыта; почему физический процесс переработки информации даёт начало внутренней жизни (субъективному опыту, квалиа)?
Он полагает, что «трудная проблема» не может быть решена с использованием редукционистского физикалистского подхода. По его мнению, квалиа представляют собой фундаментальные элементы Вселенной наряду со скоростью света, массой и гравитацией. По этой причине теория сознания должна скорее основываться на фундаментальной физике, а не на биологии, и её главным элементом должны быть психофизические законы, описывающие связь квалиа с физическими качествами. При этом Чалмерс утверждает, что квалиа не являются частью материального мира. Поэтому созданная им теория сознания является дуалистичной. Сам он дал ей название «натуралистический дуализм». Эта теория включает в себя элементы эпифеноменализма, панпсихизма и теории двойных аспектов.
Чалмерс полагает, что квалиа присутствуют во всех событиях во Вселенной, содержащих информацию; то есть любая информация имеет два аспекта: физический и феноменальный. Человеческий мозг перерабатывает эту информацию очень сложным образом, и в результате данной переработки возникает человеческое сознание. Отсюда следует, что сознание имеется у всего во Вселенной — начиная от элементарных частиц и заканчивая макрообъектами. Для обозначения такого взгляда, предполагающего наличие примитивного сознания у всех физических объектов, он ввёл в современную философию термин «прото-панпсихизм» (также «панпротопсихизм»). Этот взгляд не утверждает существование бестелесной души, а постулирует, что сознание является нематериальным фундаментальным свойством Вселенной, которое связывается с физическими объектами фундаментальными психофизическими законами.
Антти Ревонсуо выделил два серьёзных изъяна, присущих натуралистическому дуализму:
- его нельзя подтвердить эмпирически, пока не будут разработаны приборы для обнаружения невидимых центров сознания, окружающих нас повсюду;
- поскольку феноменальное сознание не может влиять на материальный мир, все люди являются беспомощными марионетками, которым остаётся лишь верить, будто они на что-то влияют во внешнем мире по собственной воле.

При этом Ревонсуо отметил, что разработанную Чалмерсом дуалистическую теорию сознания гораздо проще включить в современную научную картину мира, чем классическую теорию психофизического интеракционизма Декарта.
Возможность предложить решение «трудной проблемы сознания» Чалмерс нашёл благодаря книге Бертрана Рассела «Анализ материи», на которую он обратил внимание под влиянием американского философа Г. Розенберга. В этой книге 1927 года Рассел высказал мысль, что все наши понятия о свойствах материи определяются через отношения, что поэтому весь физический мир предстаёт для нас как система отношений. При этом у нас нет представления о том, что является носителем этих отношений. Но это что-то должно существовать, то есть у материи должны быть не только внешние, относительные, но и какие-то внутренние свойства. Однако кроме ментальных свойств нам неизвестно никаких внутренних свойств чего-либо. И Рассел допускал, что внутренние свойства материи имеют ментальный характер. Эта идея Рассела и позволила Чалмерсу дать возможный ответ на вопрос, почему, помимо физических процессов в мозге, существует ещё и внутренний опыт: он существует потому, что без него не было бы и мозга как физической реальности, фундаментом которой и являются квалиа. Так двухаспектная теория Чалмерса приобретает форму монистической гипотезы, согласно которой физическое обусловлено ментальным (см. панпсихизм). При этом речь не идёт о том, что физическая реальность — это наше представление (как считает субъективный идеализм).

## Работы
Чалмерс изложил свою идею о «трудной проблеме сознания» (the hard problem of consciousness) в вышеупомянутой книге и в своей статье «Facing Up to the Problem of Consciousness» («Навстречу проблеме сознания»). Здесь он проводит различие между лёгкими проблемами сознания и трудной проблемой сознания, которую можно выразить так: «почему вообще существует восприятие сенсорной информации?», «почему существует сознание». Главная тема его исследования — это различие между биологической работой мозга и поведением, с одной стороны, и ментальным опытом, который рассматривается отдельно от поведения, то есть квалиа, с другой. Он утверждает, что пока нет исчерпывающего объяснения различий между этими двумя системами. Также он критикует материалистическое объяснение ментального опыта, что делает его дуалистом в эпоху, когда доминируют монистические идеи.
В качестве доказательства своих идей он выдвигает гипотезу «философского зомби», который по своему облику и поведению является нормальным человеком, но не имеет квалиа и способности ощущать. Он утверждает, что поскольку существование зомби логически возможно (то есть логически непротиворечиво), то понятия квалиа и способность ощущать до сих пор не получили полного объяснения с точки зрения физических свойств. Чалмерс допускает, что сознание берёт начало в любой информационной системе (см. теория информации) и не исключает, что даже термостат в какой-то степени обладает сознанием. Выход в свет монографии Чалмерса «The Conscious Mind» (Сознающий ум, 1996) вызвал большой резонанс в научном мире. В ней Чалмерс преследовал цель создать теорию сознания, которая помогла бы увидеть сознание не сверхъестественным, в качестве интегральной части мира. Для этого в своей теории он указал условия, при которых физические процессы порождают сознание, и по отношению к процессам, порождающим сознание, специфировал, какой именно тип опыта оказывается связан с ним. В научном журнале «Consciousness Studies» («Исследования в области сознания») было опубликовано более двадцати различных работ на эту тему таких исследователей, как Дэниел Деннет, Макгинн Колин, Франсиско Варела, Фрэнсис Крик, Роджер Пенроуз и других.

## Аргументы в пользу дуалистической теории сознания[14]
Чтобы доказать правильность своей теории, Чалмерс выделяет пять аргументов в пользу того, что сознание не является логически супервентным на физическом. Другими словами, философ показывает, что существование сознательного опыта логически не следует из физических фактов, а значит, должны существовать другие (психофизические) законы для обеспечения наличия у нас квалиа.
1. Логическая возможность зомби. Уже упомянутый выше мыслительный эксперимент «философский зомби» является аргументом от представления: мы способны представить своего двойника, полностью физически нам идентичного, но при этом не имеющего сознательного опыта. Более того, мы способны представить себе «зомбийный мир», физически полностью идентичный нашему. Этот мир будет функционировать точно так же, как наш мир, и «извне» отличие будет заметить невозможно. Тем не менее разница между двумя мирами фундаментальна: в «зомбийном мире» не существует внутреннего переживания опыта, люди точно так же функционируют и существуют, но не переживают само это существование как феномен. Из этого следует, что наличие у нас квалиа логически невыводимо из нашей функциональной организации.
2. Инвертированный спектр. Второй аргумент является смягчённой версией первого мыслительного эксперимента. Чалмерс предлагает представить мир не с отсутствующим, но с всего лишь отличным сознательным опытом. Например, мы можем представить, что в этом мире наш двойник переживает красный цвет как синий, при этом, как и мы, называя его красным. Такой пример представить гораздо легче, чем мир зомби, и из него следует: даже если допустить, что существование нашего сознания может быть редуцировано к физическим свойствам, то специфический характер конкретных сознательных переживаний — точно нет.
3. Аргумент от эпистемической асимметрии. Наше знание о существовании сознательного опыта, указывает Чалмерс, идёт главным образом от нас самих, внешние же свидетельства играют в лучшем случае второстепенную роль. Даже если нам знакомы все физические свойства других существ, мы не можем наверняка знать, что они обладают сознанием или каковы их сознательные переживания. Очевидно, что логически супервентное свойство, напротив, всегда может быть обнаружено на основании внешних свидетельств. Таким образом философ заключает, что никакой набор фактов о работе физических систем не смог бы сформировать некий факт о сознании.
4. Аргумент знания. В качестве четвёртого аргумента Чалмерс предлагает вспомнить мыслительный эксперимент «Комната Мэри». Представим себе учёную Мэри, изучающую цвет и знающую абсолютно всё о нашем восприятии цвета, начиная от нейронных процессов и заканчивая физическим устройством окружающей среды. Однако Мэри не знает, каково это — видеть что-либо красное, зелёное, жёлтое или любого другого цвета. Ведь Мэри выросла в чёрно-белой комнате и никогда не воспринимала ничего, кроме оттенков серого. Для Чалмерса очевидно, что, выйдя из своей комнаты, Мэри, несмотря на всю свою осведомлённость, получит новое знание о цвете: опыт его переживания. Из этого мыслительного эксперимента мы можем заключить, что одного знания физических фактов недостаточно, чтобы получить опыт, например, красного цвета. Другим подтверждением данного аргумента может служить тот факт, что все знания о физической системе мыши не дают нам знания о присутствии или отсутствии у неё сознательного опыта.
5. Аргумент от отсутствия анализа. Чалмерс указывает, что для опровержения четырёх предыдущих аргументов его оппонентам следовало бы показать, каким образом сознание могло бы быть редуцировано к физическим свойствам. Но для этого в первую очередь требуется анализ сознания как сознательного опыта, а его не существует. Функциональный анализ предполагает, что осознанные состояния имеют определённую функциональную роль. Но несмотря на то, что осознанные состояния, безусловно, могут играть различные каузальные роли, эти состояния ни в коем случае подобными ролями не определяются. Это видно, например, из того, что способность отчитаться о каком-либо состоянии не равняется действительному переживанию данного состояния. Альтернатива функционального анализа — структурный анализ — предполагает, что сознание может являться некой биохимической структурой. Это, по мнению Чалмерса, опять же является подменой предмета обсуждения, так как, чем бы ни являлось сознание, речь должна вестись именно о процессе переживания. Таким образом, существующие анализы не способны даже охарактеризовать то, что нуждается в объяснении. Значит, на данный момент аргументы в пользу выводимости сознания из физических фактов невозможны.

Логической супервентности Чалмерс противопоставляет естественную. Чтобы объяснить разницу между этими двумя закономерностями, философ вводит фигуру гипотетического Бога. В случае, когда В-свойства логически супервентны на А-свойствах, Богу, создающему мир, достаточно задать А-свойства, и тогда B-свойства последуют за ними автоматически. Приведённые выше аргументы доказывают, что такая связь между физическими фактами мира и существованием сознательного опыта отсутствует. В случае, когда В-свойства естественно супервентны на А-свойствах, Богу после создания А-свойств необходимо придумать дополнительный закон, который будет соотносить А- и В-факты. Именно такая, естественная супервентность, по мнению Чалмерса, соотносит квалиа с физическими свойствами мира. Дополнительный же закон, который необходим для их связи, Чалмерс называет психофизическим. Так философ приходит к своей концепции «натуралистического дуализма».

## Оценки
В начале XXI века, пожалуй, не удастся найти ни одной значимой книги о сознании, в которой не упоминались бы работы этого автора <…> и самое простое объяснение состоит в том, что Чалмерс — очень глубокий и оригинальный мыслитель. Но нельзя отрицать и некоторые другие факторы, к примеру то, что он оказался в нужное время в нужном месте. Его туссанское выступление 1994 г. <…> обеспечило ему мгновенную славу, закреплённую фундаментальным трудом 1996 г. — «Сознающий ум» <…> — Васильев В. В. Трудная проблема сознания. — М., 2009. — С. 152.

За девять лет, прошедших после публикации книги Чалмерса, было продано 70 тысяч экземпляров, и теперь можно смело утверждать, что он стал живым классиком. …
Учитывая влиятельность идей этого философа на Западе, трудно назвать нормальной ситуацию, в которой ни главное произведение Чалмерса «Сознающий ум», ни другие его публикации не переведены на русский язык. При полном отсутствии монографий, посвящённых творчеству философа, статьи о нём настолько редко встречаются в нашей историко-философской периодике, что можно было бы предположить, что речь идёт не о творце оригинальной доктрины сознания, а о малозаметном и непродуктивном авторе. Небогатая библиография отечественных работ о Чалмерсе сводится к главе «Д. Чалмерс: все решения плохи» в только что вышедшей в свет монографии В. В. Васильева и к двум статьям. — Гарнцева Н. М. Натуралистический дуализм Д. Чалмерса — Автореферат диссертации на соискание ученой степени кандидата философских наук. — М.: МГУ, 2009.

 Когда в 1994 году на Туссанской конференции малоизвестный австралийский философ Дэвид Чалмерс сформулировал «Трудную проблему» сознания, он не только мгновенно стал знаменитостью, но и мотивировал философов во всем мире заниматься проблемой сознания. После вошедшей в историю речи Чалмерса, всем неожиданно показалось, что тысячелетняя проблема близка к решению и, главное, может быть решена теоретически. Эйфория была настолько сильной, что мало кто обратил внимание на то обстоятельство, что «трудная проблема» далеко не нова, и в том или ином виде была сформулирована разными мыслителями до. И одним из них был наш соотечественник Д. И. Дубровский, который задался проблемой «субъективной реальности». В его терминологии «трудная проблема» могла бы быть сформулирована так: почему существует субъективная реальность. Дубровский опередил Чалмерса на 27 лет, но в далеком СССР 1968 года его идея вызвала больше критики, чем одобрения. В том же году появился критический ответ Э. В. Ильенкова в виде статьи «Психика и мозг (Ответ Д. И. Дубровскому)». — Сафронов А. В. Каузальный дуализм. – М.: Издательство «Эксмо», 2021. – С.71.

### Книги[15]
- «Сознающий ум. В поисках фундаментальной теории» (The Conscious Mind: In Search of a Fundamental Theory, 1996). Oxford University Press.
  - Чалмерс Д. Сознающий ум: В поисках фундаментальной теории / Пер. с англ. В. В. Васильева. — М.: УРСС: Книжный дом «ЛИБРОКОМ», 2013. — 512 с. — ISBN 978-5-453-00045-6, 978-5-397-03778-5.
- Explaining Consciousness: The Hard Problem (1997). The MIT Press.
- Philosophy of Mind: Classical and Contemporary Readings (2002). (Ред.) Oxford University Press.
- Metametaphysics (2009). (Ред.)
- The Character of Consciousness (2010). Oxford University Press.
- Constructing The World (2012). Oxford University Press.
- Reality+ (2022)

### Статьи[16]
- Extended Cognition and Extended Consciousness. (2017).
- Structuralism as a Response to Skepticism. (2017).
- Idealism and the Mind-Body Problem (2017).
- The Virtual and the Real. (2016).
- Referentialism and the Objects of Credence: A Reply to Braun. (2014).
- Three Puzzles about Spatial Experience. (2014).
- Frontloading and Fregean Sense: Reply to Neta, Schroeter, and Stanley. (2014).
- Intensions and Indeterminacy: Reply to Soames, Turner, and Wilson. (2014).
- Why Isn’t There More Progress in Philosophy? (2014).
- Intuitions in Philosophy: A Minimal Defense. (2013).
- Two-Dimensional Semantics and the Nesting Problem (2013).
- What Do Philosophers Believe? (2013).
- Panpsychism and Panprotopsychism. (2013).
- The Combination Problem for Panpsychism. (2013).
- Strong Necessities and the Mind-Body Problem: A Reply. (2012).
- The Contents of Consciousness: Reply to Hellie, Peacocke, and Siegel. (2012).
- The Varieties of Computation: A Reply. (2012).
- The Singularity: A Reply to Commentators. (2012).
- Actuality and Knowability. (2010).
- The Singularity: A Philosophical Analysis. (2010).
- Verbal Disputes. (2009).
- Revisability and Conceptual Change in «Two Dogmas of Empiricism». (2009)
- Mind and Consciousness: Five Questions. (2008).
- Foreword to Supersizing the Mind. (2008).
- Ontological Anti-Realism. (2007).
- Propositions and Attitude Ascriptions: A Fregean Account. (2007).
- Ramsey + Moore = God. (2006).
- Frege’s Puzzle and the Objects of Credence. (2006).
- Scott Soames’ Two-Dimensionalism. (2006).
- The Two-Dimensional Argument Against Materialism. (2005).
- Phenomenal Concepts and the Explanatory Gap. (2005).
- Two-Dimensional Semantics. (2005).
- Perception and the Fall from Eden (2004).
- Soames on Two-Dimensionalism. (2004).
- How Can We Construct a Science of Consciousness? (2003).
- The Representational Character of Experience. (2003).
- The Matrix as Metaphysics. (2003).
- Phenomenal Concepts and the Knowledge Argument. (2002).
- Imagination, Indexicality, and Intensions. (2002).
- Strong and Weak Emergence. (2002).
- The Nature of Narrow Content. (2002).
- In Memoriam: David Lewis. (2002)
- The Foundations of Two-Dimensional Semantics. (2001).
- The St. Petersburg Two-Envelope Paradox. (2001).
- Consciousness and its Place in Nature. (2001).
- The Nature of Epistemic Space. (2001).
- What is the Unity of Consciousness? (2001)
- On Sense and Intension. (2000).
- Conceptual Analysis and Reductive Explanation. (2000).
- The Content and Epistemology of Phenomenal Belief. (2000)
- Does Conceivability Entail Possibility? (1999).
- What is a Neural Correlate of Consciousness? (1999).
- First-Person Methods in the Study of Consciousness. (1999).
- The Tyranny of the Subjunctive. (1998).
- Materialism and the Metaphysics of Modality. (1998).
- The Problems of Consciousness. (1997).
- On the Search for the Neural Correlate of Consciousness. (1997)
- Moving Forward on the Problem of Consciousness. (1996)
- The Puzzle of Conscious Experience. (1995).
- Minds, Machines, and Mathematics. (1995).
- The Extended Mind (1995).
- The Components of Content. (1995).
- Review of Journal of Consciousness Studies. (1994).
- Availability: The Cognitive Basis of Experience? (1994).
- Facing Up to the Problem of Consciousness. (1994).
- The Two-Envelope Paradox: A Complete Analysis? (1994)
- Does a Rock Implement Every Finite-State Automaton (1993).?
- A Computational Foundation for the Study of Cognition. (1993).
- Absent Qualia, Fading Qualia, Dancing Qualia. (1993).
- Self-Ascription Without Qualia: A Case-Study (1992).
- Connectionism and Compositionality: Why Fodor and Pylyshyn Were Wrong. (1992).
- Is There Synonymy in Ockham’s Mental Language? (1991).
- Subsymbolic Computation and the Chinese Room. (1991).
- High-Level Perception, Representation, and Analogy: A Critique of Artificial Intelligence Methodology (1990).
- The Evolution of Learning: An Experiment in Genetic Connectionism. (1990).
- Why Fodor and Pylyshyn Were Wrong: The Simplest Refutation. (1990).
- Consciousness and Cognition. (1990).
- Syntactic Transformations on Distributed Representations. (1989).
- Computing the Thinkable (commentary on R. Penrose, The Emperor’s New Mind). (1989).